# Гипофосфатазия
Гипофосфатазия (ГФФ) — редкое (орфанное), жизнеугрожающее, генетически обусловленное, врождённое заболевание, проявляющееся нарушением минерализации костей и зубов, а также системными осложнениями, включая нарушение дыхания, судороги, мышечную слабость, боль в костях и нефрокальциноз.

## Этиопатогенез
Причиной ГФФ служат инактивирующие мутации в гене тканенеспецифичной щелочной фосфатазы (ТНЩФ), в результате которых снижается активность ТНЩФ.
В настоящее время описано более 260 мутаций и 16 полиморфизмов гена TNSALP, ассоциированных с ГФФ.
Аутосомно-рецессивный тип наследования чаще всего приводит к более тяжёлым формам ГФФ, в то время как более лёгкие формы заболевания возникают как при аутосомно-доминантном, так и аутосомно-рецессивном типе наследования.
Физиологическая роль ТНЩФ в регуляции минерализации костей и зубов, а также в метаболизме витамина B6 играет очень важную роль. Недостаточность щелочной фосфатазы приводит к поражению в различной степени всех органов и тканей. Её низкая активность приводит к повышению уровня внеклеточной концентрации трёх фосфорилированных субстратов:
1. Неорганического пирофосфата (НПФ), что приводит к подавлению минерализации скелета, вызывая рахит или остеомаляцию, несмотря на нормальный или повышенный уровень циркулирующего кальция и неорганического фосфата;
2. Пиридоксаль — 5′ — фосфата (ПЛФ), — основная циркулирующая форма витамина B6;
3. Фосфоэтаноламина (ФЭА)

## Классификация
1. Перинатальная форма. Смертность до 100 %. Начало заболевания — внутриутробно или при рождении. Характеризуется: Развитием апное, гипоминерализацией, деформацией трубчатых костей, случаями мертворождения, развитием остеохондральных шпор, переломов, сниженным окостенением эпифизов, рентгенологической картиной «просветления» метафизов, судорогами, тяжёлой деформацией грудной клетки;
2. Инфантильная форма. Смертность около 40 %. Начало заболевания в период до 6 месяцев после рождения. Характеризуется: Вялым сосанием, гиперкальциемией, гиперкальциурией, гипотонией, задержкой развития, краниосиностозом, лёгочной недостаточностью, нефрокальцинозом, переломами костей, низкий набор массы тела, преждевременное выпадение молочных зубов, рахитом, снижением минерализации костей, судорогами;
3. Ювенильная форма. Смертность не высокая. Начало заболевания от 6 мес до 18 лет. Характеризуется: Деформациями скелета, мышечной слабостью, низкой минеральной плотностью костей, низким ростом, плохое заживление переломов, рецидивирующие переломы, задержка моторного развития, преждевременная потеря зубов, рахит, хроническая боль в мышцах и костях;
4. Взрослая форма. Начало у пациентов старше 18 лет. Имеет хороший прогноз для жизни и часто остаётся недиагностированной. Основными симптомами являются хронические боли в костях и мышцах, выпадение постоянных зубов, неправильный рост зубов, остеоартропатия, остеомаляция, псевдопереломы, переломы, псевдоподагра, хондрокальциноз;
5. Некоторые авторы выделяют ещё одну форму ГФФ, — Одонтогипофосфатазию. Это наименее тяжёлая форма, поражающая зубы. Скелет не повреждён. Характеризуется спонтанным выпадением молочных зубов с неповреждёнными корнями или сильным кариесом, увеличением пульповых камер и корневых каналов. Возникает в результате отсутствия цемента на корнях зубов.

## Диагноз
Тяжесть заболевания чаще всего обратно пропорциональна возрасту начала заболевания, в наиболее тяжёлых случаях смерть наступает внутриутробно или вскоре после рождения.
Основной диагностический критерий ГФФ — низкий уровень ТНЩФ в сыворотке.
1. В большинстве случаев диагноз можно поставить по низкой активности ЩФ сыворотки в сочетании с физикальными и рентгенографическими признаками, характерными для ГФФ;
2. При оценке уровня ЩФ сыворотки необходимо учитывать возрастные и половые особенности;
3. Генетическое исследование, хотя и предоставляет дополнительные данные о типе наследования у определённого пациента, для диагностики ГФФ необязательно;

Результаты рентгенографии и других исследований:
Как было описано выше, рентгенография у пациентов с инфантильной и детской формами ГФФ демонстрирует типичные изменения скелета (такие, как рахит, нарушение минерализации, шпоры Боудлера, краниосиностоз). Метатарзальные стрессовые переломы и псевдопереломы бедренной кости указывают на начало ГФФ в зрелом возрасте. Гетерогенная минерализация костей, деформации у пациентов или низкий рост могут затруднять интерпретацию снимков ДРА у детей с ГФФ; существуют алгоритмы коррекции результатов ДРА для определения минеральной плотности костей у детей препубертатного возраста на основе роста и возраста. Биопсия кости может показать увеличение объёма остеоидов и соответствие поверхности остеоидов патологическому насыщению неминерализованных остеоидов даже у пациентов без рентгенографических признаков ГФФ, что может помочь в постановке диагноза.
Генетическое исследование
Определение мутаций гена TNSALP для диагностики ГФФ не требуется. Однако данный анализ мутаций может помочь при постановке диагноза у пациентов с лёгкими формами ГФФ, у которых лабораторные показатели не могут подтвердить диагноз. Генетическое исследование может помочь при консультации родителей больных детей, которых необходимо информировать о возможном типе наследования на случай, если пара планирует рождение следующего ребёнка.
Дифференциальная диагностика
| Болезнь                   | Гипофосфатазия | Рахит | Фосфат диабет | Несовершенныйостеогенез |
| ЩФ в крови                | ↓              | ↑     | ↑             | Норма                   |
| Пиридоксальфосфат в крови | ↑              | ↓     | ↓             | Норма                   |
| Фосфоэтаноламин в моче    | ↑              | ↓     | ↓             | Норма                   |
| Кальций, Фосфор           | ↑ или норма    | ↓     | ↓             | Норма                   |
| Паратгормон               | ↓ или норма    | ↑     | ↑             | Норма                   |
| Витамин D                 | Норма          | ↓     | ↑             | Норма                   |

## Текущие методики лечения
В настоящее время разработана патогенетическая терапия ГФФ. Препарат Асфотаза Альфа («Strensiq», коммерческое наименование) представляет собой человеческий рекомбинантный тканенеспецифический химерный Fc-дека-аспартатный гликопротеин щелочной фосфатазы.
Препарат зарегистрирован в Японии в июле 2015 года и, в настоящее время проходит регистрацию в Европе и США.
1. В грудной период могут потребоваться ИВЛ или другие методы респираторной поддержки;
2. При гиперкальциемии ограничивают потребление кальция, жидкости, вводят петлевые диуретики и глюкокортикоиды;
3. При возникновении судорог может потребоваться введение витамина В6;
4. При краниосиностозе иногда показано хирургическое вмешательство;
5. Стандартное лечение переломов у детей с ГФФ успешно, однако период стабилизации значительон больше чем у здоровых пациентов;
6. Взрослым пациентам может потребоваться жёсткая фиксация переломов;
7. Всем больным ГФФ, особенно детям, требуется специализированная стоматологическая помощь и наблюдение, поскольку серьёзные проблемы с зубами могут нарушать речь и питание;
8. Применять исфосфонаты при ГФФ не рекомендуется, поскольку эти препараты — аналоги НПФ, разработанные для снижения метаболизма костей и уменьшения активности ЩФ путём связывания Zn2+ и Mg2+;
9. Приёма витамина D и минеральных добавок у пациентов с ГФФ также необходимо избегать, за исключением случаев явного дефицита, поскольку данные, традиционные для лечения рахита и остеомаляции, методы могут усилить гиперкальциурию и гиперкальциемию, часто наблюдаемую при тяжёлых формах ГФФ. Однако нет необходимости ограничивать потребление витамина D или пребывание на солнце, поскольку есть риск развития рахита, вызванного дефицитом витамина D, как сопутствующего заболевания при ГФФ.

## Перспективные методы лечения
В настоящее время завершена разработка Асфотазы Альфа (`Srtensiq`) — препарата ферментной заместительной терапии для лечения ГФФ.
Согласно доклиническим исследованиям на мышах с двойным нокаутированным (Alpl-/-) геном ЩФ для моделирования инфантильной формы ГФФ, у животных, получавших асфотазу альфа (ежедневные п/к инъекции в течение 52 дней), наблюдался нормальный рост без дефектов скелета, заболевания зубов и судорог. Уровень кальция, НПФ и ПЛФ оставался в пределах нормы. Мыши, не получавшие лечения, умирали с медианой 18,5 дня, страдая от тяжёлых поражений скелета. У новорождённых мышей (Alpl-/-), которым вводили лентивирусный вектор, экспрессирующий костную форму ТНЩФ, наблюдалось снижение частоты судорог, улучшалась минерализация костей и выживаемость. Whyte et al.38 сообщили в 2012 г., что лечение асфотазой альфа детей с тяжёлой формой ГФФ улучшало минерализацию костей, приводило к уменьшению рентгенографических признаков рахита, снижению уровня субстратов ТНЩФ (НПФ и ПЛФ) и улучшало физические функции по сравнению с исходными показателями. Лечение асфотазой альфа хорошо переносилось.
В настоящее открытое клиническое исследование II фазы (NCT00744042) включали пациентов до 3 лет с появлением первых признаков ГФФ до 6-месячного возраста. Асфотазу альфа вводили в виде одной нагрузочной дозы в/в (2 мг/кг) с последующим п/к введением (1 мг/кг 3 раза в неделю) с возможностью увеличить дозу по усмотрению врача. В исследовании принимали участие 11 детей (7 девочек, 4 мальчика) в возрасте от 2 нед. до 3 лет. У всех пациентов наблюдалась тяжёлая форма заболевания, чаще всего сопровождавшаяся задержкой физического развития, переломами, существенной задержкой моторного развития, потерей прорезавшихся зубов и нефрокальцинозом. 10 больных закончили как минимум 6-месячный период лечения. 1 пациент умер от сепсиса, не связанного с лечением. 9 детей продолжили лечение в продолжающемся расширенном исследовании (NCT01205152).
В продолжающемся расширенном исследовании (NCT01205152) отмечено значительное и стойкое рентгенографическое улучшение по сравнению с исходными данными, которое наблюдалось уже через 3 недели после начала лечения асфотазой альфа. Рентгенографический ответ на лечение по сравнению с исходными показателями (улучшение на 2 балла и более по 7-балльной шкале общих рентгенографических изменений [RGI-C]) отмечен у 9 из 10 пациентов через 24 недели и у 8 из 9 через 48 недель. Улучшение состояния скелета включало улучшение минерализации костей, заживления переломов, снижение деформаций, а также исчезновение рентгенографических просветлений и склероза. Ослабления краниосиностоза не наблюдалось. Уменьшение патологии скелета сопровождалось значительным улучшением дыхательной функции, моторных навыков и когнитивных функций. Если на момент начала исследования 10 из 11 детей требовалась кислородная поддержка, то через 48 недель после начала исследования 6 из 9 пациентов могли нормально дышать. У детей с явной миопатией на момент начала исследования наблюдалось быстрое улучшение мышечной силы. Уровень ПЛФ и НПФ существенно снижался во время лечения, что соответствует механизму действия препарата. Значительное улучшение состояния скелета и общих функций продолжалось у участников, принимавших асфотазу альфа в рамках расширенного исследования. За время лечения асфотазой альфа не наблюдалось признаков эктопической кальцификации, гипокальциемии или прогрессирования нефрокальциноза. Наиболее частым нежелательным явлением, связанным с лечением, была умеренная и транзиторная эритема в месте инъекции. Три серьёзных нежелательных явления (по 1 случаю респираторного дистресс-синдрома, краниосиностоза, кондуктивной тугоухости) расценены как возможно связанные с приёмом асфотазы альфа. Не выявлено каких-либо особых проблем с безопасностью препарата при лечении. Появление аутоантител к асфотазе альфа во время исследования отмечено у 4 пациентов; однако титр антител оказался низким и в течение 48 недель лечения отсутствовали признаки резистентности к терапии.
Предварительные промежуточные результаты текущего клинического исследования (NCT01176266) согласуются с приведёнными выше наблюдениями. В частности, у детей младше 5 лет, у которых симптомы возникали ранее 6-месячного возраста (n = 15), отмечалось значительное улучшение минерализации скелета после 24 недель по сравнению с исходными показателями, а также улучшение дыхательного статуса. Лечение асфотазой альфа переносилось хорошо.
В дополнительном клиническом исследовании II фазы (NCT00952484) изучали влияние асфотазы альфа у детей 5-12 лет с открытыми зонами роста на момент включения (n = 13). Асфотазу альфа вводили п/к 3 раза в неделю (2 или 3 мг/кг); лечение было открытым. предварительные результаты показали, что по сравнению с группой исторического контроля больных ГФФ, сходной по возрасту, у пациентов, получавших асфотазу альфа, были рентгенографические признаки улучшения минерализации скелета относительно исходных показателей, функциональные улучшения (значительное улучшение пройденного за 6 мин расстояния; показателей общей моторики и мышечной силы) и уменьшение боли. Серьёзных нежелательных явлений, а также случаев отмены препарата не наблюдалось. Реакции в месте инъекции встречались часто (у 11 из 13 детей); наиболее часто в месте инъекции возникала эритема. Признаки эктопической кальцификации или гипокальциемии отсутствовали.
Пациенты продолжают лечение в рамках текущего расширенного исследования (NCT01203826).
В дополнительном исследовании II фазы (NCT01163149) 18 человек (6 подростков и 13 взрослых) с ГФФ рандомизировали в группы, получавшие п/к инъекции асфотазы альфа 1 раз в сутки в дозе 0,3 (n = 7) или 0,5 мг/кг/сут (n = 6) либо не получавшие лечения (n = 6).41 Средний возраст пациентов на момент начала исследования составил 42 года (диапазон 14-68 лет). Уровень субстратов ЩФ (НПФ и ПЛФ) через 24 нед. лечения был значительно ниже исходного у пациентов, получавших асфотазу альфа, по сравнению с контрольной группой. У участников, получавших асфотазу альфа, отмечалось улучшение пройденного за 6 мин расстояния, в то время как в контрольной группе улучшения по сравнению с исходными показателями не выявлено. У 7 пациентов наблюдалась реакция в месте инъекции; ни один из случаев не привёл к отмене препарата. Серьёзных нежелательных явлений, связанных с лечением, не отмечено.

## Заключение
ГФФ — редкое врождённое нарушение метаболизма, вызванное мутациями с потерей функции в гене, кодирующем ТНЩФ.
Препарат Асфотаза Альфа `Strensiq` показан для длительной заместительной ферментной терапии пациентов с гипофосфатазией с началом в детском возрасте с целью купирования проявлений заболевания со стороны костной ткани.
Клиническое изучение Асфотазы Альфа в долгосрочных расширенных исследованиях продолжается.